# Вихревая топка
Вихревая топка (англ. Swirl-type furnace) — камерная топка стационарного котла с многократной циркуляцией топливовоздушной смеси, которая достигается благодаря специальной форме стен топки, компоновке горелок и способу подачи топлива и воздуха.
Также к вихревым топкам относят циклонные топки, в которых осуществляется спиральное движение газо-воздушного потока, несущего частицы топлива и шлака. Вихревые топки используются в качестве предтопков топочных устройств (например, на тепловых электростанциях) и как технологические печи (например, для обжига медных руд). В вихревых топках частицы топлива поддерживаются во взвешенном состоянии за счёт несущей силы мощного вихря, вследствие чего в ней не выпадают даже крупные частицы (5—10 мм и более). В современных вихревых топках сжигаются куски твёрдого топлива размером 2—100 мм, при скорости струи подаваемого воздуха 30—150 м/сек. Существуют горизонтальные и вертикальные циклонные предтопки, причём последние применяются значительно реже.
Диаметр (D) горизонтальных циклонных предтопков — 1,2—4 м, относительная длина их (L/D) не превышает 1,5—1,6. Топки этого типа широко используются за рубежом (США, Германия, Чехия и др.), в России — значительно реже.
Вихревых топки характеризуются высоким тепловым напряжением сечения топочной камеры 42—63 Гдж/(м²/ч) или (10—15)×(106 ккал/(м²/ч), её объёма (8,5—21) Гдж/(м³/ч) или (2—5)×(106 ккал/(м³/ч) и степенью улавливания шлака до 90 %. В камерной топке тепловое напряжение объёма в 10—20 раз меньше, а степень улавливания шлака не превышает 80 %. Одна крупная вихревая топка позволяет обеспечить паропроизводительность котла лишь до 150—180 тонн пара в час, поэтому у котлов большой мощности устанавливают до 12—14 горизонтальных циклонных предтопков.
Способ низкотемпературной вихревой технологии сжигания топлива был разработан советским учёным-энергетиком В. В. Померанцевым в Ленинградском политехническом институте.